# Abbaye de Hirsau
L'abbaye de Hirsauge, en allemand Kloster Hirsau, dédiée à saint Pierre et saint Paul, est une ancienne abbaye bénédictine située près de la ville de Calw dans le land de Bade-Wurtemberg en Allemagne. Elle a eu une grande importance historique, car elle a été à l'origine de la réforme de Hirsau inspirée par l'abbaye de Cluny.

## Histoire

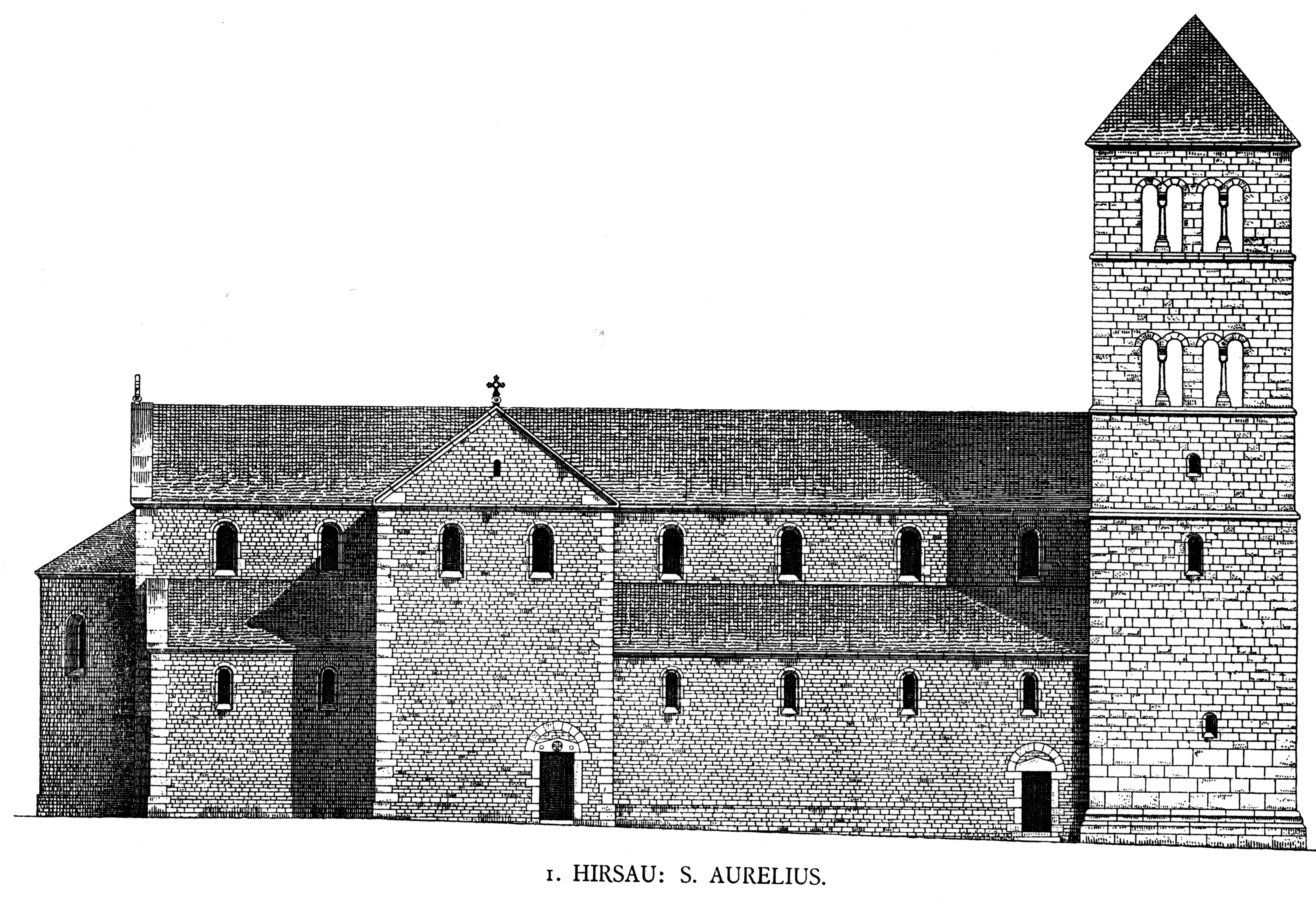
La chapelle Saint-Aurèle II : reconstitution
(Dehio 1887)

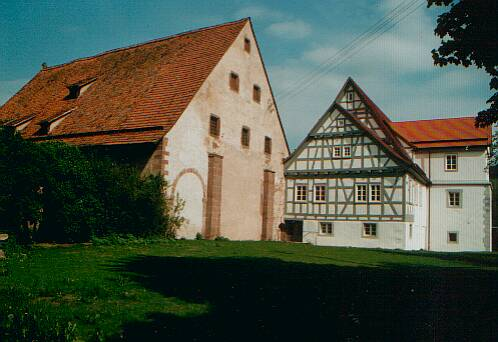
La chapelle Saint-Aurèle (rechts Forstmeisterhof) angle du sud-est

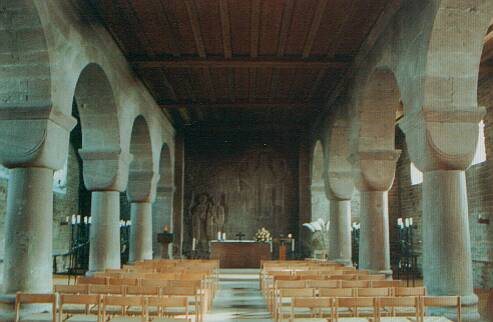
Intérieur de la chapelle Saint-Aurèle.

Hirsau était déjà au VIIIe siècle un sanctuaire chrétien du nord de la Forêt Noire grâce à sa chapelle, consacrée, depuis 765, à Saint Nazaire. Le Codex Hirsaugiensis rapporte la translation des reliques de saint Aurèle par l'évêque Noting de Verceil à Hirsau en 830. Elles auraient été déposées dans la chapelle Saint-Nazaire, mais on n'en a aucune description,.
Erlafried, parent de l'évêque Noting et souche des comtes de Calw, y possédait des terres. Il fit d'abord construire une petite église à nef unique, avec un chœur annexé à droite. On ne sait s'il était d'emblée prévu d'établir un monastère bénédictin : il est plus vraisemblable que le sanctuaire se soit développé avant de devenir un monastère. Il y eut un premier monastère Saint-Aurèle vers l'an 1000, qui périclita et dont les terres furent redistribuées.
En 1536, dans le cadre de la Réforme, l'abbaye bénédictine fut dissoute et, en 1556, transformée en école luthérienne.
Lors d'un siège par les troupes françaises du général Mélac, à l'occasion de la guerre de succession du Palatinat, l'abbaye prit feu en 1692. Seule la chapelle Sainte-Marie (Marienkapelle), gothique tardive, resta intacte et, au début du XVIIIe siècle, elle devint l'église paroissiale luthérienne de Hirsau, dont la paroisse fait partie de l'Église protestante en Pays de Wurtemberg.